# Виборчий округ 211
Виборчий округ 211 — виборчий округ в місті Києві. В сучасному вигляді був утворений 28 квітня 2012 постановою ЦВК №82 (до цього моменту існувала інша система виборчих округів). Окружна виборча комісія цього округу розташовується в будинку дитячої та юнацької творчості за адресою м. Київ, просп. Голосіївський, 22/1.
До складу округу входить Голосіївський район. Виборчий округ 211 межує з округом 95 і округом 222 на північному заході, з округом 221 на півночі, з округом 212 на північному сході, з округом 98 на сході, з округом 94 на півдні та з округом 91 на заході. Виборчий округ №211 складається з виборчих дільниць під номерами 800001-800085, 801067, 801092, 801096, 801099 та 801101.

## Народні депутати від округу
| Ім'я                          | Фото | Партія               | Скликання | Дата набуття повноважень | Дата припинення повноважень |
| ----------------------------- | ---- | -------------------- | --------- | ------------------------ | --------------------------- |
| Терьохін Сергій Анатолійович  |      | Батьківщина          | 7-ме      | 12 грудня 2012           | 27 листопада 2014           |
| Рибчинський Євген Юрійович    |      | Блок Петра Порошенка | 8-ме      | 27 листопада 2014        | 29 серпня 2019              |
| Юрченко Олександр Миколайович |      | Слуга народу         | 9-те      | 29 серпня 2019           |                             |

## Результати виборів

### Парламентські

#### 2019
Кандидати-мажоритарники:
- Юрченко Олександр Миколайович (Слуга народу)
- Прокопів Володимир Володимирович (Європейська Солідарність)
- Козак Тарас Мирославович (Голос)
- Стеценко Андрій Вікторович (Опозиційна платформа — За життя)
- Мешковський Кирило Едуардович (Батьківщина)
- Андрійко Руслан Юрійович (Свобода)
- Євсюков Тарас Олексійович (Громадянська позиція)
- Джулай Владислав Михайлович (самовисування)
- Куц Ярослав Олександрович (самовисування)
- Сабадаш Олег Євгенович (Демократична Сокира)
- Єгорова Анна Вікторівна (Народний рух України)
- Хобта Лариса Юріївна (самовисування)
- Мороз Альона Сергіївна (самовисування)
- Харитонов Артур Олександрович (самовисування)
- Філімоненко Всеволод Костянтинович (самовисування)
- Дмитрієв Михайло Володимирович (самовисування)
- Горанін Владислав Юрійович (Патріот)
- Дубров Артем Станіславович (Народна правда)
- Січна Тетяна Сергіївна (самовисування)
- Димитров В'ячеслав Георгійович (самовисування)
- Гордовський Олександр Лаврентійович (самовисування)
- Стулій Борис Анатолійович (самовисування)
- Лабанов Анатолій Євгенович (самовисування)
- Манько Андрій Анатолійович (самовисування)
- Беркович Ігор Ілліч (самовисування)
- Отрішко Віталій Михайлович (самовисування)
- Троценко Андрей Олександрович (самовисування)
- Чапцев Олег Ігорович (самовисування)

#### 2014
Кандидати-мажоритарники:
- Рибчинський Євген Юрійович (Блок Петра Порошенка)
- Даневич Микола Володимирович (Народний фронт)
- Панасюк Денис Миколайович (Правий сектор)
- Терьохін Сергій Анатолійович (Батьківщина)
- Янсон Вікторія Миколаївна (Радикальна партія)
- Аль-Анні Амар Хуссейнович (Комуністична партія України)
- Задорожна Анна Анатоліївна (Опозиційний блок)
- Вейдер Дарт Станіславович (самовисування)
- Черних Андрій Олегович (Сильна Україна)
- Даниленко Анастасія Борисівна (самовисування)
- Терьохін Андрій Юрійович (самовисування)
- Василенко Олександр Володимирович (самовисування)
- Морозюк Сергій Миколайович (самовисування)
- Попов Олександр Юрійович (самовисування)
- Цвєтков Андрій Володимирович (самовисування)
- Курчик Сергій Володимирович (Національна демократична партія України)
- Лазуто Олексій Володимирович (Українська народна партія)
- Кодачигов Вадим Едуардович (самовисування)
- Поліщук Владислав Вікторович (Ліберальна партія України)
- Калінін Євген Юрійович (самовисування)
- Пісьменна Світлана Анатоліївна (самовисування)
- Попригін Геннадій Валерійович (самовисування)

#### 2012
Кандидати-мажоритарники:
- Терьохін Сергій Анатолійович (Батьківщина)
- Лисов Ігор Володимирович (Партія регіонів)
- Бабенко Микола Вікторович (УДАР)
- Туровська Леся Олегівна (Комуністична партія України)
- Терьохін Андрій Юрійович (самовисування)
- Гацько Василь Миколайович (самовисування)
- Чорний Вадим Володимирович (самовисування)
- Колечко Микола Григорович (Радикальна партія)
- Кирилюк Давид Олексійович (самовисування)
- Гуляєв Леонід Олексійович (самовисування)
- Вутке Сергій Віталійович (Українська народна партія)
- Звягінцева Тамара Петрівна (Християнський рух)
- Нікітін Андрій Володимирович (самовисування)
- Стрілець Тетяна Олександрівна (самовисування)
- Федоришин Олег Петрович (самовисування)
- Стопник Валерій Анатолійович (самовисування)
- Костриков Сергій Сергійович (Народно-демократична партія)
- Макарян Артур Владиславович (самовисування)

## Явка
Явка виборців на окрузі: